# Parafia Wprowadzenia Matki Bożej do Świątyni w Bordeaux
Parafia Wprowadzenia Matki Bożej do Świątyni – parafia prawosławna w Bordeaux w jurysdykcji Greckiej Metropolii Francji. W momencie powstania w 1910 była to parafia etnicznie grecka, założona przez kilka rodzin, jakie wyemigrowały z tego kraju. Obecnie wśród jej wiernych są osoby narodowości greckiej, francuskiej, serbskiej, rumuńskiej, syryjskiej, libańskiej i etiopskiej, w mniejszym stopniu rosyjskiej (z parafii wyodrębniła się rosyjska parafia św. Serafina z Sarowa w Bordeaux). 
Od 1953 parafia posiada wolno stojącą cerkiew. 